# Gérard Falconetti
Pour les articles homonymes, voir Falconetti (homonymie).
Gérard Jean Michel Nicolas dit Gérard Falconetti, né le 14 mai 1949 à Boulogne-Billancourt et mort le 9 juillet 1984 dans le 7e arrondissement de Paris est un acteur français. 
Il est le petit-fils de Renée Falconetti qui interpréta Jeanne d'Arc dans le film de Carl Theodor Dreyer, La Passion de Jeanne d'Arc, et dont il a pris le patronyme.

## Biographie
Gérard Falconetti fait partie de la promotion 1973 du Conservatoire national supérieur d'art dramatique.
Au cinéma, il joue dans plusieurs films d'Éric Rohmer ainsi que dans le premier film d'Arielle Dombasle. 
Déclaré séropositif, il se suicide en 1984 en sautant de la Tour Montparnasse,.

## Filmographie

### Cinéma
- 1970 : Le Genou de Claire : Gilles
- 1972 : Mendiants et Orgueilleux de Jacques Poitrenaud
- 1972 : L'Amour l'après-midi : homme lors de la séquence du rêve (de Le Genou de Claire)
- 1975 : La Messe dorée : Joe
- 1978 : Perceval le Gallois : le sénéchal Ké
- 1981 : Les Ailes de la colombe : Marc
- 1981 : La Maîtresse du lieutenant français : Davide

### Télévision
- 1970 : Lancelot du Lac : Lancelot du Lac

## Théâtre
- 1976 : Portrait de Dora d'Hélène Cixous, mise en scène de Simone Benmussa
- 1977 : La Plage de Severo Sarduy, mise en scène de Simone Benmussa
- 1979 : Catherine de Heilbronn de Heinrich von Kleist, mise en scène d'Éric Rohmer
- 1982 : Alouette Hwyl d'Yves de la Croix